# Juki
JUKI Corporation (JUKI株式会社?, JUKI Kabushiki-gaisha) (JUKI株式会社 JUKI Kabushiki-gaisha) è un costruttore giapponese di macchine da cucire e recentemente casalinghi, con sede a Tama-shi, Tokyo. È uno dei costruttori di macchine industriali leader. JUKI è il numero uno al mondo nel settore delle macchine da cucire. La società ha fabbriche in Giappone, Cina, Vietnam e distribuisce i prodotti in 150 paesi in sei continenti. Fino al 1988, l'azienda era nota come Tokyo Juki Industrial Company, Ltd. Il motto della compagnia è "Mind & Technology" (come 'emotionally accessible technology').

## Prodotti

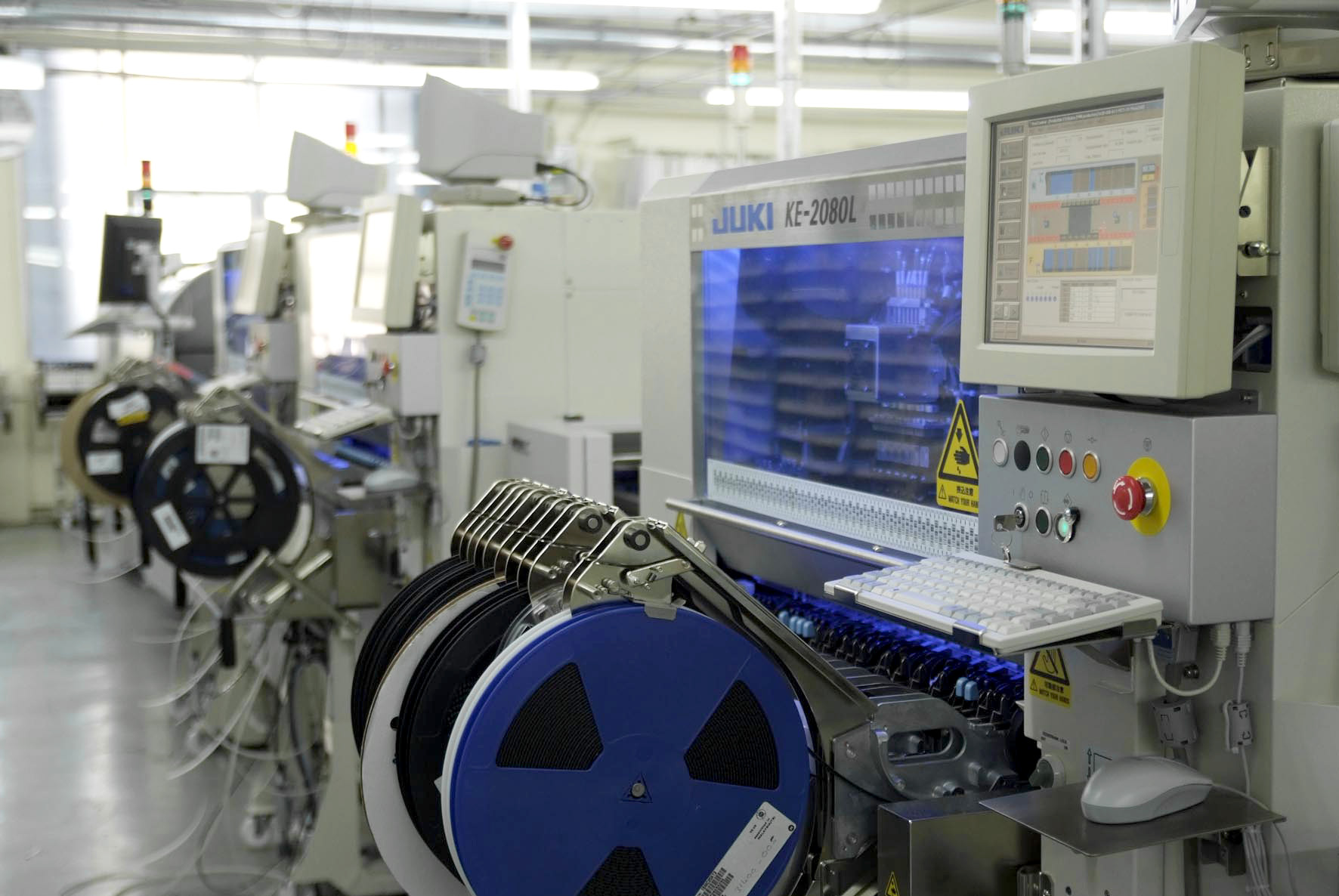
Una macchina JUKI per il montaggio SMT

Le macchine da cucire sono per l'ambito industriale e casalingo. Un'altra specialità della società sono le macchine per il montaggio di componenti SMT per l'industria elettronica.
Nel febbraio 2013, Juki e Sony Corp. hanno negoziato per fondere le loro rispettive attività nel campo della tecnologia SMT.